# Сабле
Сабле́ или Саблет (фр. Sablet) — коммуна во французском департаменте Воклюз региона Прованс — Альпы — Лазурный Берег. Относится к кантону Бом-де-Вениз.

## Географическое положение

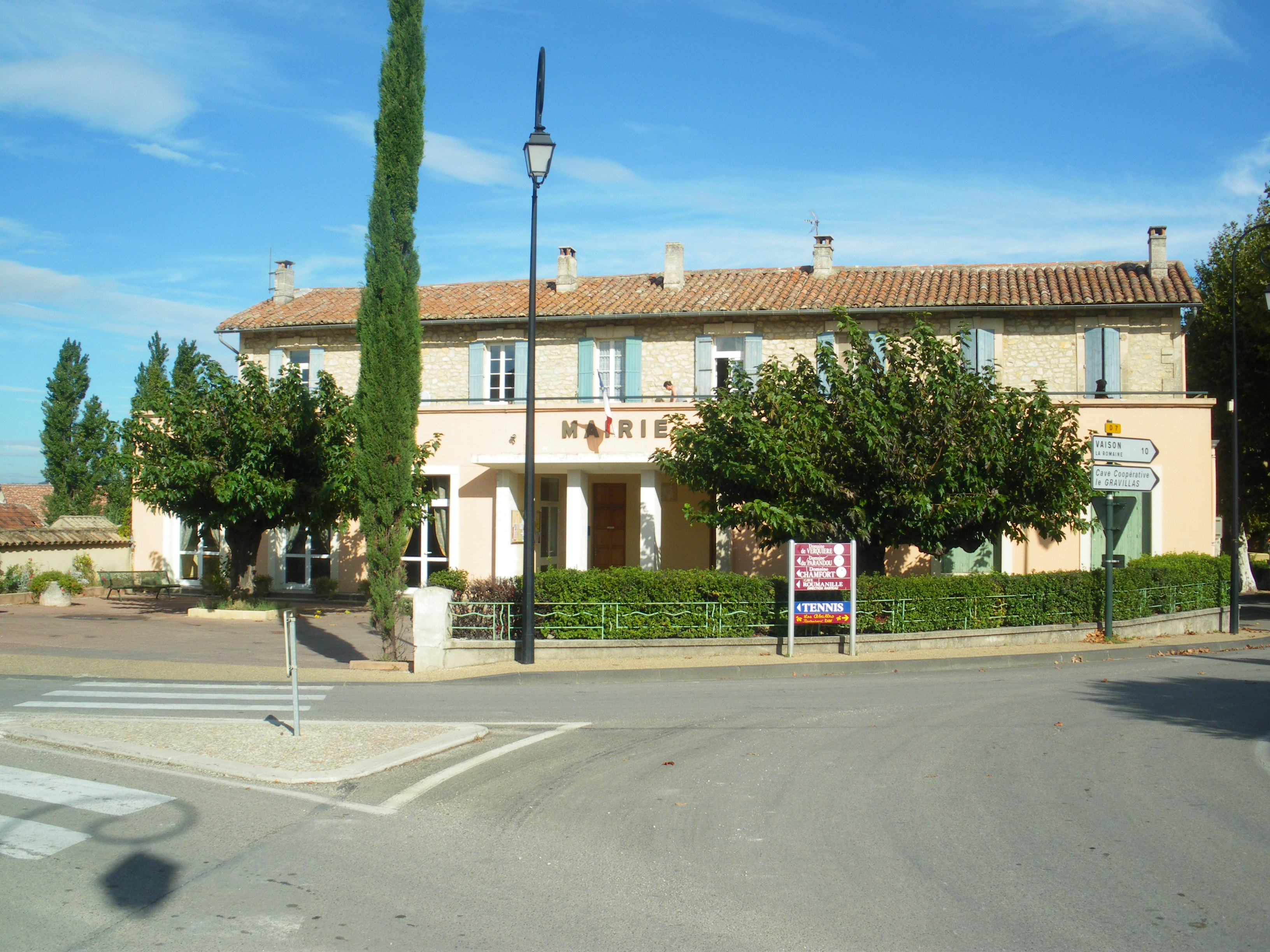
Мэрия Сабле.

Сабле расположен в 31 км к северо-востоку от Авиньона, на западе от горной гряды Дантель-де-Монмирай. Соседние коммуны: Сегюре на севере, Жигонда на юге.

### Гидрография
На западе коммуны протекает Увез. В месте, называемом Пребеон из карстового источника берёт начало Триньон, приток Увеза.

## Демография
Население коммуны на 2010 год составляло 1219 человек.
| 1962 | 1968 | 1975 | 1982 | 1990 | 1999 | 2010 |
| ---- | ---- | ---- | ---- | ---- | ---- | ---- |
| 1007 | 1039 | 982  | 1014 | 1168 | 1283 | 1219 |